# 司馬遵 (華容王)
司馬遵（?—?），西晋宗室，司马昭曾孙，齐王司馬攸之孙，东莱王司马蕤之子，齐王司馬照的兄弟。
永宁元年（301年）八月司马蕤废为庶人，不久遇害。永嘉初年司馬遵出继成都王司马颖，改封华容县王，后再封成都王，割南郡四县为成都国。永嘉之乱时，没于贼。建兴年间国除。
| 前任： 初封   | 晋朝华容王 307年？－311年？ | 繼任： 国除 |
| 前任： 司马颖 | 晋朝成都王 ？               | 繼任： 国除 |